# Левик, Юрий Сергеевич
Юрий Сергеевич Ле́вик (род. 28 января 1950) — советский и российский физиолог, доктор биологических наук.

## Биография
Родился в Москве 28 января 1950 года. После окончания школы поступил в МФТИ на факультет общей и прикладной физики, по направлению «физика живых систем», который успешно окончил в 1972 году. С 1976 года работает в ИППИ РАН, в области изучения механизмов регуляции позы человека, разрабатывает концепцию «схемы тела» как системы внутреннего представления в организации двигательного поведения и сенсомоторного взаимодействия. Заведует лабораторией нейробиологии моторного контроля ИППИ РАН, которая является одним из наиболее известных в РФ академических центров исследований физиологии движения, основанным В. С. Гурфинкелем. Преподаватель кафедры физики живых систем МФТИ. Автор более 100 научных публикаций.

## Научные взгляды
Система внутреннего представления в управлении движениями, по мнению Ю. С. Левика, включает не только модель собственно тела, но и сведения о внешнем окружении — для обозначения более общей системы координат, ориентации тела человека в пространстве. При этом разнообразие источников сигналов (информация, поступающая в мозг от различных типов сенсоров, рецепторов) предполагает особую систему их интеграции в единое целое.

Только участием системы внутреннего представления можно объяснить результаты следующего эксперимента: у стоящего с закрытыми глазами человека исследовали поддержание равновесия во время удержания им небольшого груза… Грузы разной массы удерживались между указательным и большим пальцами руки, согнутой в локтевом суставе. Скорость изменения длины сагиттальной стабилограммы и среднеквадратичное отклонение центра давления от положения равновесия уменьшались, когда испытуемый удерживал груз, стоя на подвижной опоре… В то же время, когда данные грузы крепились на механический кронштейн, прикрепленный к корпусу и имитирующий согнутую в локте руку, — достоверного изменения параметров стабилограммы не происходило. По-видимому, уменьшение позных колебаний связано с тем, что система поддержания равновесия может использовать для управления вертикальной позой такой необычный афферентный вход, как модуляцию афферентных сигналов, вызванных инерционным взаимодействием предмета и пальцев руки.

Работы Ю. С. Левика и его коллег продолжают развитие школы Н. А. Бернштейна во втором поколении (через В. С. Гурфинкеля).

## Избранные публикации
- Гурфинкель В.С., Левик Ю.С. Сеносорные комплексы и сенсомоторная интеграция // Физиология человека. — 1979. — № 3(5). — С. 399.
- Levik Yu, Ivanenko Yu, Gurfinkel V. The influence of head rotation on human upright posture during balanced bilateral vibration // NeuroReport. — 1995. — № 7. — С. 137—140.
- Deniskina N. V., Levik Y.S. Relative contribution of ankle and hip muscles in regulation of the human orthograde posture in a frontal plane // Neuroscience Letters. — 2001. — № 310/2-3. — С. 165—168.
- Левик Ю.С., Солопова И.А., Терехов А.В. Механизмы коррекции референтного положения в системе регуляции вертикальной позы // Физиология человека. — 2007. — № 3(33). — С. 40—47.
- Левик Ю.С., В. Боброва Е., И. Кучер В., Богачева И.Н. Сравнительный анализ динамики системы поддержания вертикальной позы при фиксации и прослеживании зрительной цели // Биофизика. — 2007. — № 2. — С. 355—361.
- Левик Ю.С. Использование дополнительных афферентных сигналов системой регуляции вертикальной позы человека // Физиология человека. — № 1(34). — С. 1—5.
- Кожина Г.В., Левик Ю.С., Сметанин Б.Н. Влияние слабого тактильного контакта руки на поддержание вертикальной позы в условиях дестабилизации зрительного окружения // Физиология человека. — 2015. — № 5(41). — С. 98.